# Phuopsis stylosa
Genre
Espèce
Phuopsis stylosa, la Crucianelle à style soudé, est une espèce de plantes vivaces ornementale au port tapissant, à fleurs roses et à feuilles verticillées, de la famille des Rubiaceae,.
C'est l'unique espèce du genre Phuopsis (genre monotypique).